# Michael Grüttner

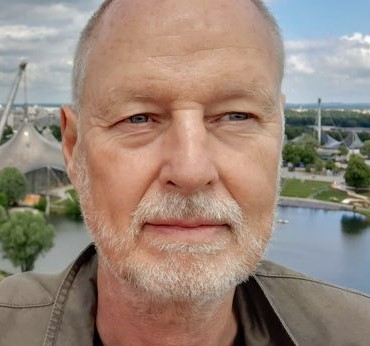
Michael Grüttner en 2019

Michael Grüttner (né le 10 février 1953 à Baden-Baden) est un historien allemand. Depuis 2003, il est professeur auxiliaire d'histoire moderne au Centre de recherche sur l'antisémitisme (de) de l'Université technique de Berlin. Grüttner est un expert de la politique scientifique et universitaire des nationaux-socialistes.

## Biographie
Michael Grüttner est le fils du médecin et professeur d'université Rolf Grüttner. Diplômé de l'école Saint-Jean de Hambourg, Grüttner étudie l'histoire, la philosophie et la sociologie à l'Université de Hambourg à partir de 1972. En 1983, il reçoit son doctorat. En 1984, il se rend à Berlin, où il travaille d'abord comme assistant de recherche (avec Reinhard Rürup (de)) puis comme assistant universitaire. En 1994, il obtient son habilitation à l'Université technique de Berlin. Entre 1998 et 2002, il est professeur invité à l'Université de Californie à Berkeley. En 2003, il est nommé professeur adjoint d'histoire moderne à l'Université technique de Berlin.
Les recherches et l'enseignement de Grüttner portent sur l'histoire sociale des XIXe et XXe siècles, histoire universitaire, histoire du national-socialisme et histoire espagnole. Plusieurs de ses publications traitent de l'histoire des universités sous le national-socialisme. Il s'agit notamment de sa thèse d'habilitation Studenten im Dritten Reich (1995) et du Biographische Lexikon zur nationalsozialistischen Wissenschaftspolitik de 2004. Pour la 10e édition du manuel classique d'histoire allemande, le Gebhardt (de), il écrit le volume sur le Troisième Reich dans les années 1933-1939.
Grüttner est marié et a deux enfants.

## Travaux (sélection)

### Livres
- Wem die Stadt gehört – Stadtplanung und Stadtentwicklung in Hamburg 1965–1975. Verlag Association, Hamburg 1976  (ISBN 3-88032-042-X).
- Arbeitswelt an der Wasserkante. Sozialgeschichte der Hamburger Hafenarbeiter 1886–1914 (= Kritische Studien zur Geschichtswissenschaft (de). Band 63). Vandenhoeck & Ruprecht, Göttingen 1984  (ISBN 3-525-35722-2) (Dissertation, Universität Hamburg, 1983).
- Studenten im Dritten Reich. Geschichte der deutschen Studentenschaften 1933–1945. Schöningh, Paderborn 1995  (ISBN 3-506-77492-1).
- Hrsg. mit Rüdiger Hachtmann und Heinz-Gerhard Haupt (de): Geschichte und Emanzipation. Festschrift für Reinhard Rürup (de). Campus, Frankfurt am Main 1999  (ISBN 3-593-36202-3).
- Hrsg. mit John Connelly: Zwischen Autonomie und Anpassung. Universitäten in den Diktaturen des 20. Jahrhunderts. Schöningh, Paderborn 2003  (ISBN 978-3-506-71941-6) (englische Ausgabe 2005).
- Biographisches Lexikon zur nationalsozialistischen Wissenschaftspolitik. Synchron, Heidelberg 2004  (ISBN 3-935025-68-8).
- Hrsg. mit Rüdiger Hachtmann (de), Konrad Jarausch (de), Jürgen John: Gebrochene Wissenschaftskulturen. Universität und Politik im 20. Jahrhundert. Vandenhoeck & Ruprecht, Göttingen 2010  (ISBN 978-3-525-35899-3).
- Die Berliner Universität zwischen den Weltkriegen 1918–1945 (= Geschichte der Universität Unter den Linden. Band 2). In Zusammenarbeit mit Christoph Jahr (de), Sven Kinas, Anne Christine Nagel (de) und Jens Thiel. Akademie, Berlin 2012  (ISBN 978-3-05-004667-9).
- Das Dritte Reich 1933–1939 (= Gebhardt. Handbuch der deutschen Geschichte (de). Band 19). Klett-Cotta, Stuttgart 2014  (ISBN 978-3-608-60019-3). nahezu textidentische Fassung als Brandstifter und Biedermänner. Deutschland 1933–1939. Klett-Cotta, Stuttgart 2015  (ISBN 978-3-608-94916-2). Lizenzausgabe Bundeszentrale für politische Bildung, Bonn 2016.

### Essais
- Soziale Hygiene und Soziale Kontrolle. Die Sanierung der Hamburger Gängeviertel 1892–1936. In: Arno Herzig, Dieter Langewiesche, Arnold Sywottek (de) (Hrsg.): Arbeiter in Hamburg. Unterschichten, Arbeiter und Arbeiterbewegung seit dem ausgehenden 18. Jahrhundert. Verlag Erziehung und Wissenschaft, Hamburg 1983  (ISBN 3-8103-0807-2), S. 359–371.
- Die Hütten der Armut und des Lasters. In: Volker Plagemann (Hrsg.): Industriekultur in Hamburg. Des Deutschen Reiches Tor zur Welt. Beck, München 1984  (ISBN 978-3-406-09675-4), S. 224–243.
- mit Sven Kinas: Die Vertreibung von Wissenschaftlern aus den deutschen Universitäten 1933–1945. In: Vierteljahrshefte für Zeitgeschichte.  (ISSN 0042-5702), Band 55 (2007), H. 1, S. 123–186.